# Алехандро Гомез
Алехандро Гомез (шп. Alejandro Gómez; Буенос Ајрес, 15. фебруар 1988) је аргентински фудбалер. Игра на позицији везног играча.

## Успеси
Арсенал Саранди
- Копа судамерикана  (1) : 2007.[8]
- Рекопа судамерикана: (финале: 2008)[9]

 Аталанта
- Куп Италије: (финале: 2018/19)[10]

 Севиља
- Лига Европе (1) : 2022/23.[11]
- Суперкуп Европе: (финале: 2023)[12]

 Аргентина до 20
- Светско првенство до 20 година (1) :  2007.[13]

 Аргентина
- Светско првенство (1) :  2022.[14]
- Копа Америка (1) :  2021,[15]
- Куп шампиона КОНМЕБОЛ—УЕФА (1) :  2022.[16]

Појединачни
- Најбољи асистент Серије А: 2018/19.[17]
- Најбољи везни играч Серије А: 2019/20.[18]
- Играч месеца у Серији А: јун 2020,[19] септембар 2020.[20]
- Идеални тим Лиге шампиона: 2019/20.[21]